# Grand vizir de Tunis
Le grand vizir de Tunis est, durant l'époque beylicale, le principal ministre, à la tête du gouvernement tunisien. Il était nommé et révoqué par le bey de Tunis.
Le poste est aboli peu après l'indépendance. Il est remplacé par celui de Premier ministre selon le décret du 7 novembre 1969, rebaptisé « chef du gouvernement » par la Constitution de 2014.

## Titres
Mustapha Khaznadar est le premier grand vizir reconnu comme tel. Ses prédécesseurs portent le titre de « principal ministre » puisque la Tunisie est alors une province de l'Empire ottoman. Seul le chef du gouvernement impérial a alors le droit de porter le titre de « grand vizir ».
Si le terme en arabe reste en usage jusqu'à la disparition du poste en 1957, les sources francophones utilisent le titre de « Premier ministre »,. Avec les réformes du 4 mars 1954, le « Premier ministre » est désigné comme « président du Conseil ».

## Liste
- 1759-1782 : Rejeb Khaznadar
- 1782-1800 : Moustapha Khodja
- 1800-1815 : Youssef Saheb Ettabaâ
- 1815-1822 : Mohamed Arbi Zarrouk Khaznadar
- 1822-1829 : Hussein Khodja
- 1829-1837 : Chakir Saheb Ettabaâ
- 1837-1855 : Mustapha Saheb Ettabaâ[5]
- 1855-1873 : Mustapha Khaznadar
- 1873-1877 : Kheireddine Pacha
- 1877-1878 : Mohammed Khaznadar
- 1878-1881 : Mustapha Ben Ismaïl
- 1881-1882 : Mohammed Khaznadar
- 1882-1907 : Mohammed Aziz Bouattour
- 1907-1908 : M'hammed Djellouli
- 1908-1915 : Youssef Djaït
- 1915-1922 : Taïeb Djellouli
- 1922-1926 : Mustapha Dinguizli
- 1926-1932 : Khelil Bouhageb
- 1932-1942 : Hédi Lakhoua
- 1943 : M'hamed Chenik
- 1943-1947 : Slaheddine Baccouche
- 1947-1950 : Mustapha Kaak
- 1950-1952 : M'hamed Chenik
- 1952-1954 : Slaheddine Baccouche
- 1954 : Mohamed Salah Mzali
- 1954-1956 : Tahar Ben Ammar